# Guilhèm Adèr

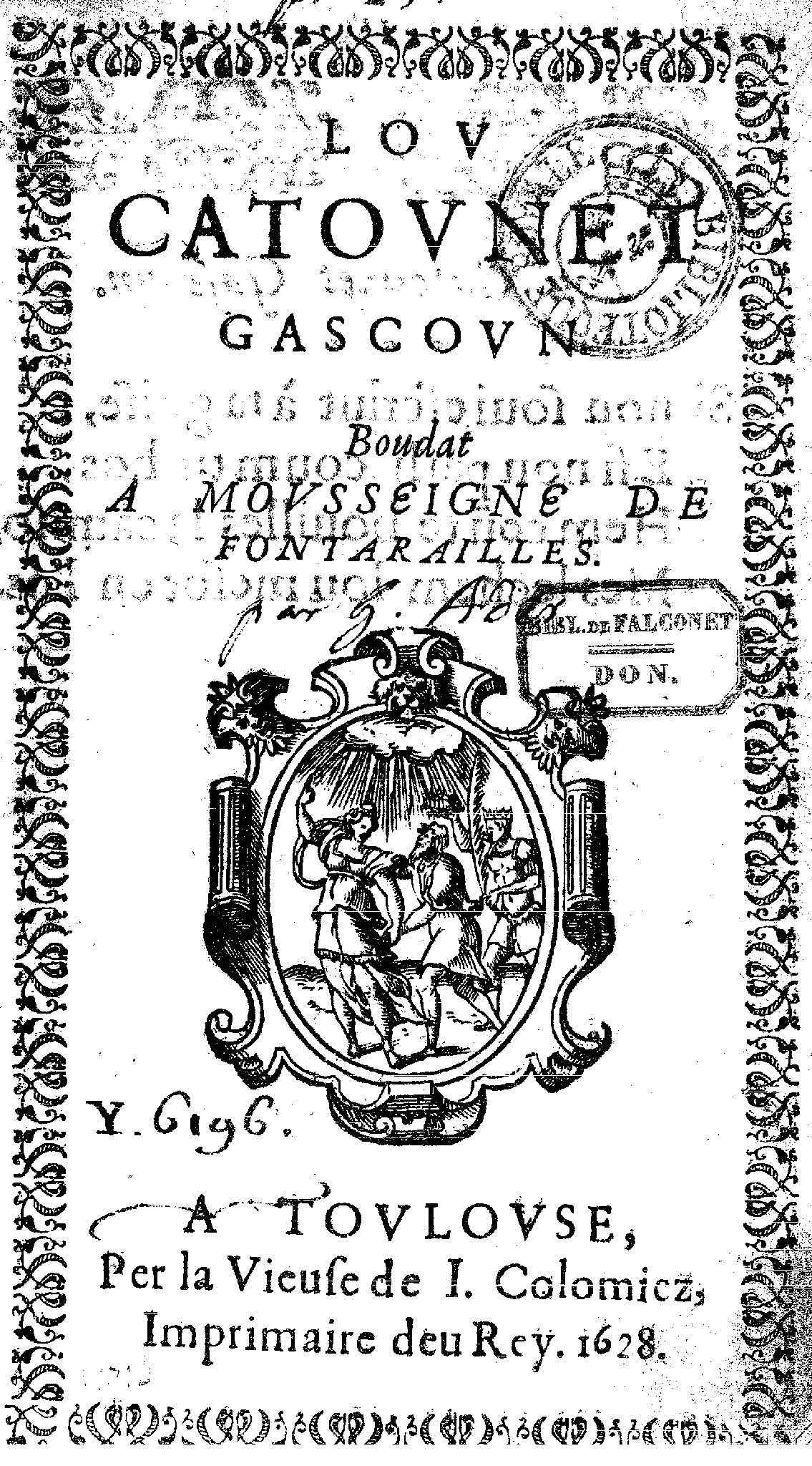

Guilhèm Adèr (en francés Guillaume Ader ; Gimont ?, 1567 - Gimont, 1638) fue un escritor gascón de lengua occitana. Dentro de su obra destacan sobre todo Lo catonet gascon (una colección de máximas inspiradas de Catón) y Lo Gentilòme gascon, un largo poema épico escrito en 2060 versos alejandrinos dedicado a Enrique III de Navarra y IV de Francia. Como médico, escribió obras científicas en latín y en francés.
Estudió la medicina en Tolosa (Lenguadoc) y luego sirvió como médico en las hueste del duque de Joyeuse. Luego se instaló en Gimont, donde se casó con Magdalena de Lux, con quien tuvo una hija y un hijo.

### Ediciones de los textos de Adèr
- Jeanroy, Alfred Poésies de Guillaume Ader, publiées avec notice, traduction et Notes. Tolosa : Privat, 1904
- Lo Catonet gascon. Ortès : Per Noste, 2008.
- Lo gentilòme gascon. Ortès : Per Noste, 2010.